# Ekrem Kryeziu
Ekrem Kryeziu (ur. 1 czerwca 1943 w Peji) – kosowski reżyser filmowy i telewizyjny, dramaturg.

## Życiorys
Studiował początkowo w Zagrzebiu, skąd przeniósł się do Belgradu, gdzie w 1970 ukończył studia na wydziale dramaturgii Akademii Filmowej (klasa prof. Josipa Kulundżicia). Jeszcze w okresie studiów rozpoczął pracę w telewizji – początkowo jako spiker, a następnie jako reżyser, scenarzysta i redaktor w redakcji programów albańskojęzycznych TV Belgrad. W 1967 wziął udział w realizacji pierwszego filmu albańskojęzycznego zrealizowanego przez kinematografię jugosłowiańską – Uka i Bjeshkëve të Nemuna (Most w Górach Przeklętych), jako asystent reżysera Miomira „Miki” Stamenkovicia. Przez krótki czas kierował studiem filmowym Kosovafilmi.
W 1981 wziął udział w demonstracjach studenckich w Prisztinie, za co został skazany na 8 lat pozbawienia wolności. Więzienie opuścił w 1985 i założył firmę Labia, realizującą filmy i wydającą płyty z muzyką albańską.
W 1996 zainicjował studia z zakresu dramaturgii na Wydziale Sztuk Pięknych Uniwersytetu w Prisztinie. Po wybuchu wojny o Kosowo w 1999 uciekł do Macedonii, a stamtąd do USA. W 2002 na stałe powrócił do Prisztiny i pracuje jako wykładowca na miejscowym uniwersytecie.
Na dorobek reżyserski Kryeziu składa się 11 filmów dokumentalnych, dwa seriale telewizyjne. Reżyserował także spektakle teatralne na scenach Prisztiny i Gjakovë. Jest także publicystą i analitykiem politycznym.
W 2008 opracował i wydał dwutomową antologię dramatów autorów z Kosowa. Za swoją twórczość dramaturgiczną został w 2014 uhonorowany tytułem Pisarza Roku przez albański Pen-Club.

## Twórczość

### Filmy dokumentalne
- 1969: Dasma
- 1971: Të ngujuarit
- 1973: Një lindje
- 1974: Prištinski stari fijaker
- 1975: Dita e mërgimtarëve
- 1978: Epoka para gjyqit
- 1978: Reslovi
- 1980: Gjurmët e bardha
- 1980: E tërë jeta për një ditë
- 1996: Viktimat e Tivarit
- 1997: Dashuria e Bjeshkëve të Nëmuna
- 1998: Rruga pa kthim
- 2009: Kodi i jetes

### Seriale telewizyjne
- 1970: Po e zëm, po e zëm
- 1979: Kur pranvera vonohet

## Publikacje
- Ekrem Kryeziu: Epoka para gjyqit : dramë nga Kosova. Tirana: 1987. (alb.). Brak numerów stron w książce
- Ekrem Kryeziu: Binjakë siamezë. Përplasjet : drama. Prisztina: 2016. (alb.). Brak numerów stron w książce